# Corydalis darwasica
Corydalis darwasica là một loài thực vật có hoa trong họ Anh túc. Loài này được Regel ex Prain mô tả khoa học đầu tiên năm 1896.